# Charlie Blackmon
Charles Cobb Blackmon (Dallas, 1º luglio 1986) è un giocatore di baseball statunitense che gioca nel ruolo di esterno centro per i Colorado Rockies della Major League Baseball (MLB).

## Carriera
Nato a Dallas nel Texas ma cresciuto a Suwanee nello stato della Georgia, Blackmon venne selezionato originariamente dai Florida Marlins nel 28º turno del draft MLB 2004, ma rifiutò e si iscrisse allo Young Harris College di Young Harris. Venne scelto nuovamente l'anno seguente nel 20º turno del draft dai Boston Red Sox, ma Blackmon entrò nel professionismo quando venne selezionato (dalla Georgia Tech di Atlanta, dove nel frattempo si era trasferito) nel secondo turno, come 72ª scelta assoluta del draft 2008, dai Colorado Rockies.
Debuttò nella MLB con i Colorado Rockies il 7 giugno 2011, al Petco Park di San Diego contro i San Diego Padres. Fece registrare la sua prima valida il giorno successivo al Petco Park di San Diego contro i Padres, e batté il primo punto battuto a casa (RBI) l'11 giugno contro i Los Angeles Dodgers. Il suo primo fuoricampo giunse il 1º luglio 2011, giorno del suo 25º compleanno.
Il 4 luglio 2014, Blackmon pareggiò il record MLB battendo sei valide nella stessa partita, inclusi tre doppi, un fuoricampo da 4 punti e 5 RBI. Si unì così ai precedenti detentori Ty Cobb (5 maggio 1925), Jimmie Foxx (10 luglio 1932), Edgardo Alfonzo (30 agosto 1999) e Shawn Green (23 maggio 2002) nella storia della MLB con 6 valide, 5 RBI e 4 colpi da extra base in una singola gara. Quella stagione fu convocato per il primo All-Star Game della carriera.
Il 14 luglio 2016, i Rockies inserirono Blackmon in lista infortunati per un problema al piede. Per la settimana del 20 giugno 2016, Blackmon fu nominato giocatore della settimana della National League. A fine anno vinse il suo primo Silver Slugger Award.
Il 2 luglio 2017 Blackmon fu convocato come titolare per il secondo All-Star Game della carriera. Il 29 settembre batté il suo 102º RBI stagionale, superando il record MLB di Darin Erstad per il maggior numero da parte di un battitore leadoff. In 159 gare nel 2017, Blackmon guidò la National League con una media battuta di .331, oltre a 35 doppi, 37 fuoricampo e 104 RBI. Guidò inoltre la MLB in tre categorie, con 14 tripli, 137 punti segnati e 213 valide, venendo premiato come il secondo Silver Slugger Award e classificandosi quinto nel premio di MVP della National League. I Rockies conclusero con un record di 87-75, ottenendo una wild card per i play-off.

## Palmarès
- MLB All-Star: 4

2014, 2017, 2018, 2019
- Silver Slugger Award: 2

2016, 2017
- Miglior battitore della National League: 1

2017
- Leader della National League in valide: 1

2017